# سالفاتوري أرونيكا

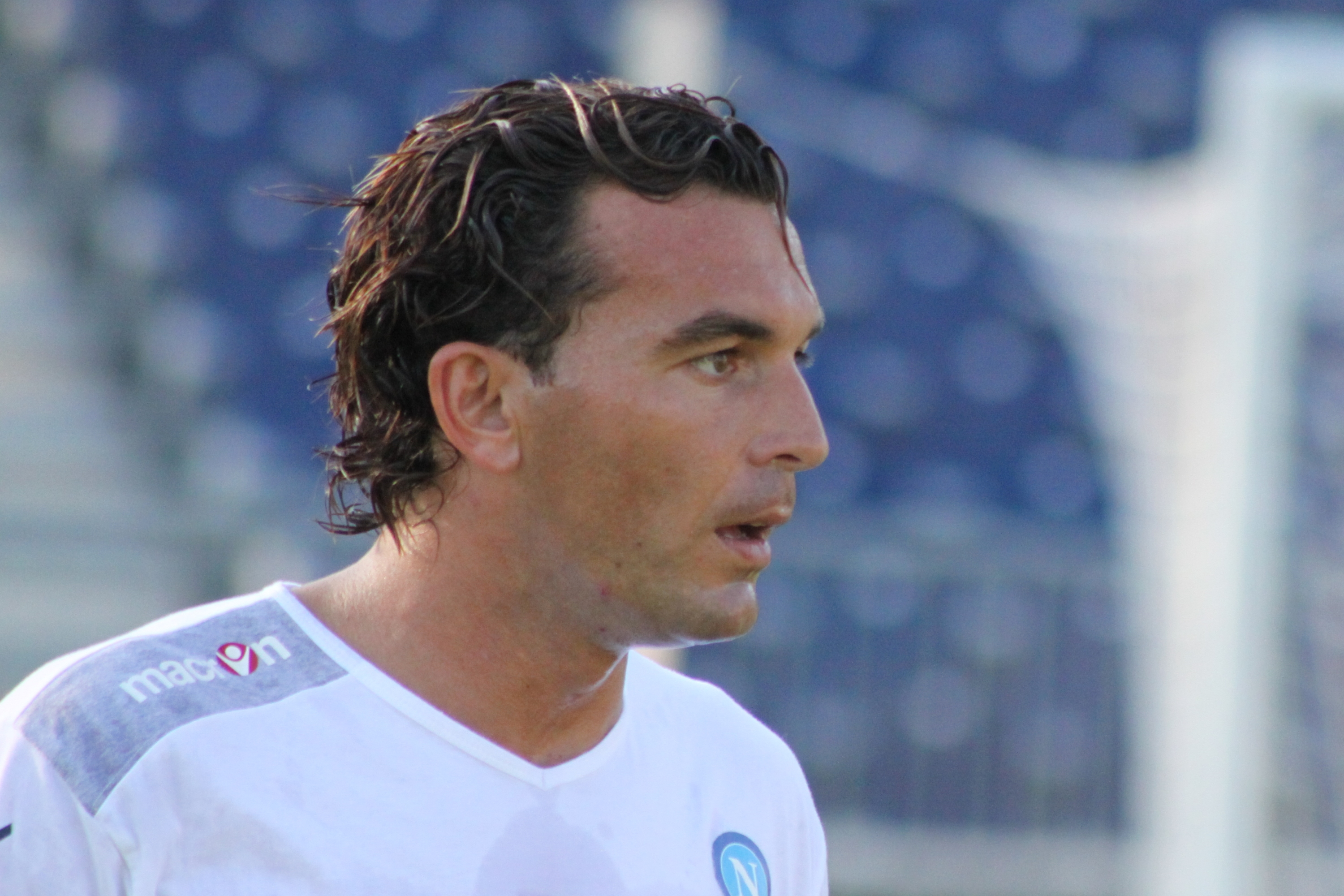

سالفاتوري أرونيكا (بالإيطالية: Salvatore Aronica)‏ (مواليد 20 يناير 1978 في باليرمو - إيطاليا) لاعب كرة قدم إيطالي يلعب حاليا لصالح نادي الدرجة الأولى نابولي الإيطالي منذ 2008 في مركز الظهير الأيسر كما يجيد اللعب في مركز قلب الدفاع .

## روابط خارجية
- سالفاتوري أرونيكا على موقع الاتحاد الأوربي (الإنجليزية)
- سالفاتوري أرونيكا على موقع قاعدة بيانات كرة القدم.إي يو (الإنجليزية)
- سالفاتوري أرونيكا على موقع Soccerway.com (الإنجليزية)
- سالفاتوري أرونيكا على موقع عالم كرة القدم.نت (الإنجليزية)
- سالفاتوري أرونيكا على موقع كووورة
- سالفاتوري أرونيكا على موقع AS.com (الإسبانية)